# 上田結香
上田 結香（うえだ ゆいか、1962年10月30日 - ）は、テレビ朝日の元アナウンサー。東京都出身。

## 経歴
1985年に日本女子大学を卒業と同時にテレビ朝日へ入社。入社後は「テレビかわら版」や「ウェザーショー」などを担当。現在は退社。
現在、短歌を趣味とし、2014年第31回朝日歌壇賞に入選。
入選作「泣き虫の留学生を覚えてる?テムズ川よ子どもと来たよ」

## 出演番組
| 期間       | 期間      | 番組名         | 役職           |
| ---------- | --------- | -------------- | -------------- |
| 1985年10月 | 1987年9月 | おはよう!CNN   | アシスタント   |
| その他     | その他    | テレビかわら版 | レギュラー出演 |
| その他     | その他    | ウェザーショー | 不定期出演     |

## 著書
- アナウンサーのかんづめ―就職活動の素 早稲田経営出版・1995年

## 同期アナウンサー
- 川瀬眞由美
- 寺崎貴司